# Gia Paige
Gia Paige (Detroit, Michigan; 18 de junio de 1990) es una actriz pornográfica y modelo erótica estadounidense.

## Biografía
Nació en junio de 1990 en Detroit (Michigan). Tiene dos hermanas. Sus padres están divorciados. Antes de entrar en la industria del entretenimiento para adultos, trabajó en una pizzería. También intentó probar suerte como modelo erótica, poco antes de debutar como actriz porno en 2015, a los 25 años de edad.
El mismo año de su debut participó junto a otras actrices pornográficas noveles en el documental de Netflix Hot Girls Wanted. También ha trabajado como modelo para el sitio web SuicideGirls.
Desde sus comienzos, como actriz ha trabajado para estudios como New Sensations, Blacked, Evil Angel, Brazzers, Mile High, Digital Playground, Reality Kings, Girlfriends Films, Pure Taboo, Pure Play Media, Lethal Hardcore o Erotica X.
En 2017 fue nominada en los Premios AVN en la categoría de Mejor actriz revelación. Recibió además otra nominación en los AVN a la Mejor escena de trío Mujer-Hombre-Mujer por Swingers Getaway.
En 2019 obtuvo tres premios XBIZ al hacer doblete por la película The Jealous Brother, por la que consiguió los premios a Mejor actriz en película tabú y Mejor escena de sexo en película tabú, y el galardón a la Mejor escena de sexo en película de parejas o temática por Love in the Digital Age.
En abril de 2024 anunció su retirada de la industria en un post de su perfil de Instagram. Como actriz llegó a grabar algo más de 400 películas y escenas.
Algunas películas de su filmografía son Anal Heartbreakers, Butthole Adventures, Evil Couple Prowls Anal Teens, Hookup Hotshot Slobber Damage, Lesbian Stepsisters 5, Naughty Nieces 2, Perverted Ass Massage 4, Pure Anal 2, Schoolgirl Bound 2, Spunked 2 o Stop Fucking My Friends.

## Premios y nominaciones
| Año  | Ceremonia   | Resultado | Premio                                                 | Trabajo                                |
| ---- | ----------- | --------- | ------------------------------------------------------ | -------------------------------------- |
| 2016 | Premios AVN | Nominada  | Premio fan: Debutante más caliente                     | —                                      |
| 2017 | Premios AVN | Nominada  | Mejor actriz revelación                                | —                                      |
| 2017 | Premios AVN | Nominada  | Mejor escena de trío M-H-M                             | Swingers Getaway                       |
| 2017 | Premios AVN | Nominada  | Premio fan: Culo más épico                             | —                                      |
| 2018 | Premios AVN | Nominada  | Mejor escena de sexo chico/chica                       | Darker Side of Desire                  |
| 2018 | Premios AVN | Nominada  | Mejor escena de sexo lésbico                           | Panty Raid                             |
| 2018 | Premios AVN | Nominada  | Premio fan: Culo más épico                             | —                                      |
| 2019 | Premios AVN | Nominada  | Mejor actriz                                           | Love in the Digital Age                |
| 2019 | Premios AVN | Nominada  | Mejor actriz en mediometraje                           | Jealous Brother                        |
| 2019 | Premios AVN | Nominada  | Mejor escena de sexo lésbico en grupo                  | Talk Derby to Me                       |
| 2019 | Premios AVN | Nominada  | Mejor escena de sexo en producción extranjera          | How I Fucked Your Mother: A XXX Parody |
| 2019 | Premios AVN | Nominada  | Premio fan: Artista femenina favorita                  | —                                      |
| 2019 | Premio XBIZ | Nominada  | Mejor actriz en película de sexo en pareja             | Love in the Digital Age                |
| 2019 | Premio XBIZ | Nominada  | Mejor actriz en película de sexo en pareja             | Two of a Kind                          |
| 2019 | Premio XBIZ | Ganadora  | Mejor actriz en película tabú                          | The Jealous Brother                    |
| 2019 | Premio XBIZ | Ganadora  | Mejor escena de sexo en película de parejas o temática | Love in the Digital Age                |
| 2019 | Premio XBIZ | Nominada  | Mejor escena de sexo en película de parejas o temática | Making Ends Meet                       |
| 2019 | Premio XBIZ | Nominada  | Mejor escena de sexo en película tabú                  | Fathers and Daughters 2                |
| 2019 | Premio XBIZ | Ganadora  | Mejor escena de sexo en película tabú                  | The Jealous Brother                    |
| 2020 | Premio XBIZ | Nominada  | Mejor escena de sexo en película lésbica               | The Silent Caller                      |
| 2020 | Premio XBIZ | Nominada  | Mejor escena de sexo en película de temática erótica   | The Silent Caller                      |